# Villa Bettoni

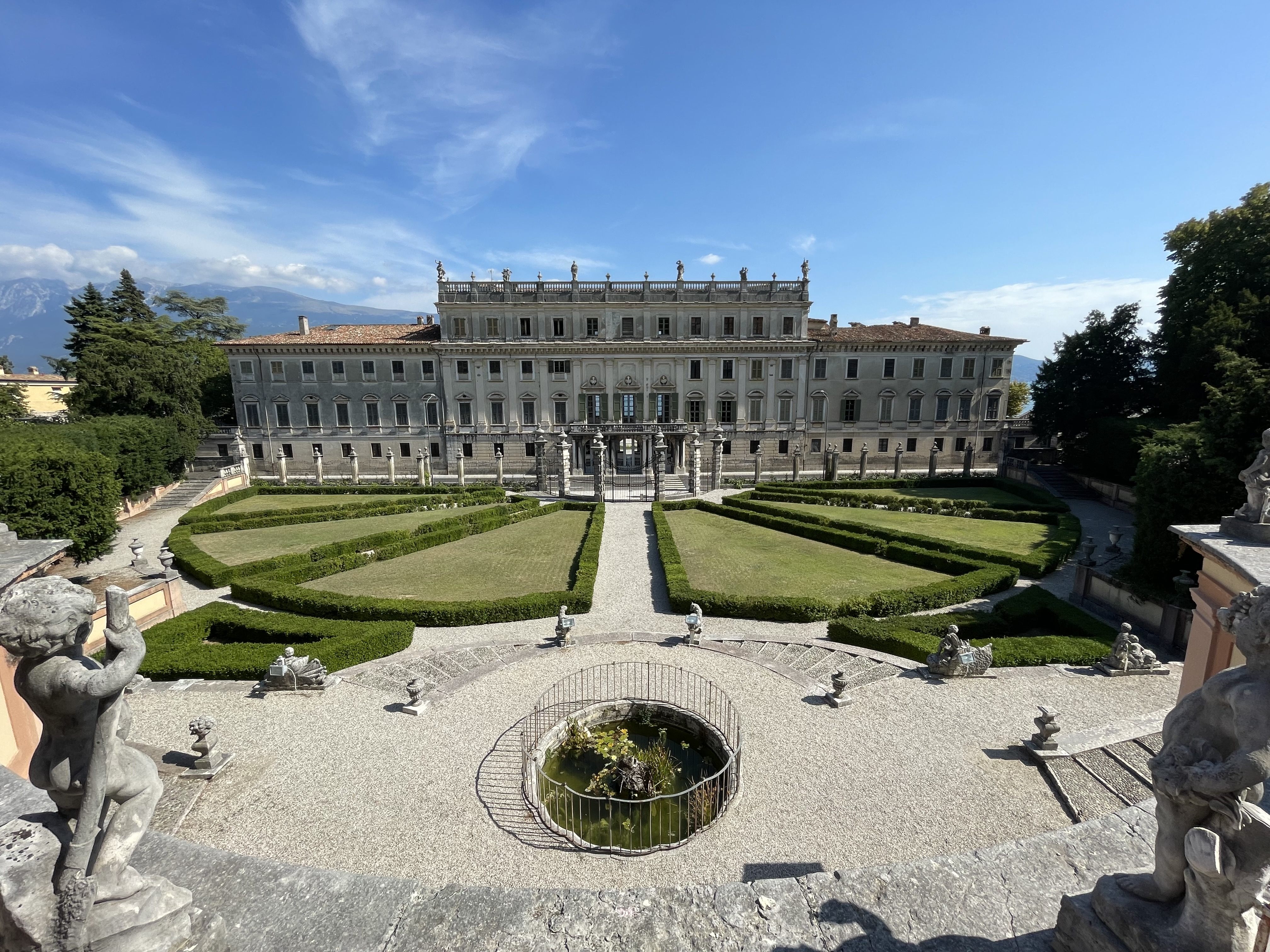
Villa Bettoni vom Garten aus gesehen

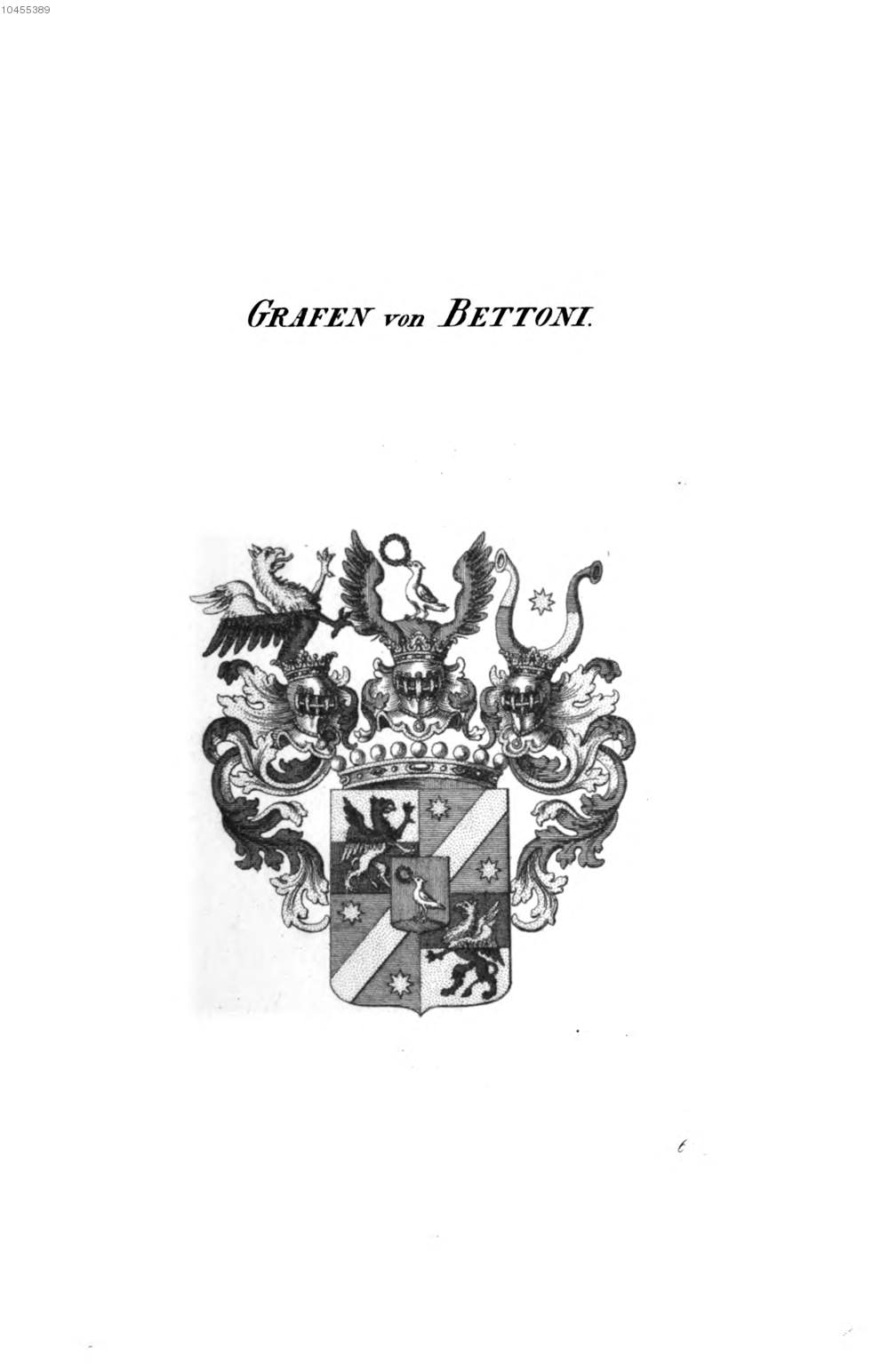
Wappen der Grafen von Bettoni

Die Villa Bettoni ist eine klassizistische Villa, die am Westufer des Gardasees in der italienischen Gemeinde Gargnano in der Fraktion Bogliaco liegt. Die Villa und der zugehörige Garten gehören zu den markanten Sehenswürdigkeiten des Sees.

## Geschichte
Aufgrund ihrer Unterstützung für die habsburgische Kaiserfamilie bekam die Familie Bettoni von Kaiserin Maria Theresia im Jahr 1752 den erblichen Grafentitel verliehen. Die Familie, die bereits seit dem 15. Jahrhundert am Gardasee ansässig und durch den Zitronenanbau zu Wohlstand gekommen war, entschied sich, nach der Erhebung in den Adelsstand eine ihrem neuen Status entsprechende Villa erbauen zu lassen.
Anfangs beauftragte die Familie den Architekten Adriano Cristofali, entließ ihn jedoch schon im Jahr 1753. Die Bauarbeiten wurden im Jahr 1756 durch Antonio Marchetti fortgesetzt. Auftraggeber war Graf Carlo Bettoni. Da Carlo Bettoni als Agraringenieur keine Sympathien für eine in Szene gesetzte Gartenanlage hegte, in der Nutzpflanzen nur als Kulissen in den Hintergrund rückten, nahm er keinen Einfluss auf die Anlegung des Gartens. Es waren vielmehr seine beiden Brüder, Giovanni Maria Bettoni und Delay Bettoni, die den zugehörigen italienischen Garten von Florentiner Architekten Amerigo Vincenzo Pierallini um 1764 anlegen ließen. Im Zentrum steht ein mehrgeschossiges Nymphäum mit einer künstlich angelegte Grotte, die mit aus natürlichen Grotten gehauenen Wandstücken ausgekleidet ist. Zu beiden Seiten befinden sich Limonaien, die nur noch teilweise erhalten sind.
Die Villa selbst hat sowohl zum Garten als auch zum See hin eine prunkvolle Fassade. Auf der Balustrade der dem See zugewandten Seite thront ein marmorner Pantheon, bestehend aus Skulpturen der Götter Bacchus, Ceres, Jupiter, Venus, Pluto, Thetys, Juno und Merkur, die vom Bildhauer Giovanni Battista Locatelli gefertigt wurden.
Das Innere der Villa ist mit Fresken und Skulpturen von Bernardino und Fabrizio Galliari ausgeschmückt, welche die allegorische Hochzeit von Handel und Weisheit (Merkur und Minerva) sowie Macht und Schönheit (Herkules und Omphale) zeigen. Im großen Speisesaal hängt ein Gemäldezyklus von Alessandro Campo, einem Schüler Andrea Celestis. Das sogenannte Marschallzimmer wird von einem großen Gemälde des Marschalls Gian Antonio Bettoni beherrscht. Da dieser im Siebenjährigen Krieg ein Auge verloren hatte, schmücken weitere Gemälde berühmter einäugiger Kriegsherren das Zimmer.
Während der Italienischen Sozialrepublik war die Villa vom Oktober 1943 bis April 1945 Sitz des Ministerratspräsidiums der von Mussolini geführten, aber vom Deutschen Reich de facto abhängigen Regierung. Sie war damit das bedeutendste institutionelle Gebäude der sogenannten „Republik von Salò“. Der Garten der Villa wurde 1944 in einen Kriegsgarten für den Anbau von Gemüse umgewandelt. Die faschistische Regierung fand sich insgesamt 15 Mal in der Villa zusammen. Als Sitzungssaal diente die Bibliothek. Im Zuge der alliierten Frühjahrsoffensive wurde die Villa Ende April 1945 von Truppen der 10. US-Gebirgsdivision in Beschlag genommen. In den Wirren des Kriegsendes verschwanden zahlreiche Kunstgegenstände und Dokumente, die unter anderem aus dem Palazzo del Viminale in Rom, dem Sitz des Innenministeriums, nach dem Sturz Mussolinis im Juli 1943 hierher gebracht worden waren.
Bis heute ist die Villa im Privatbesitz der Familie Bettoni, kann besichtigt werden und wird für kulturelle Veranstaltungen genutzt.

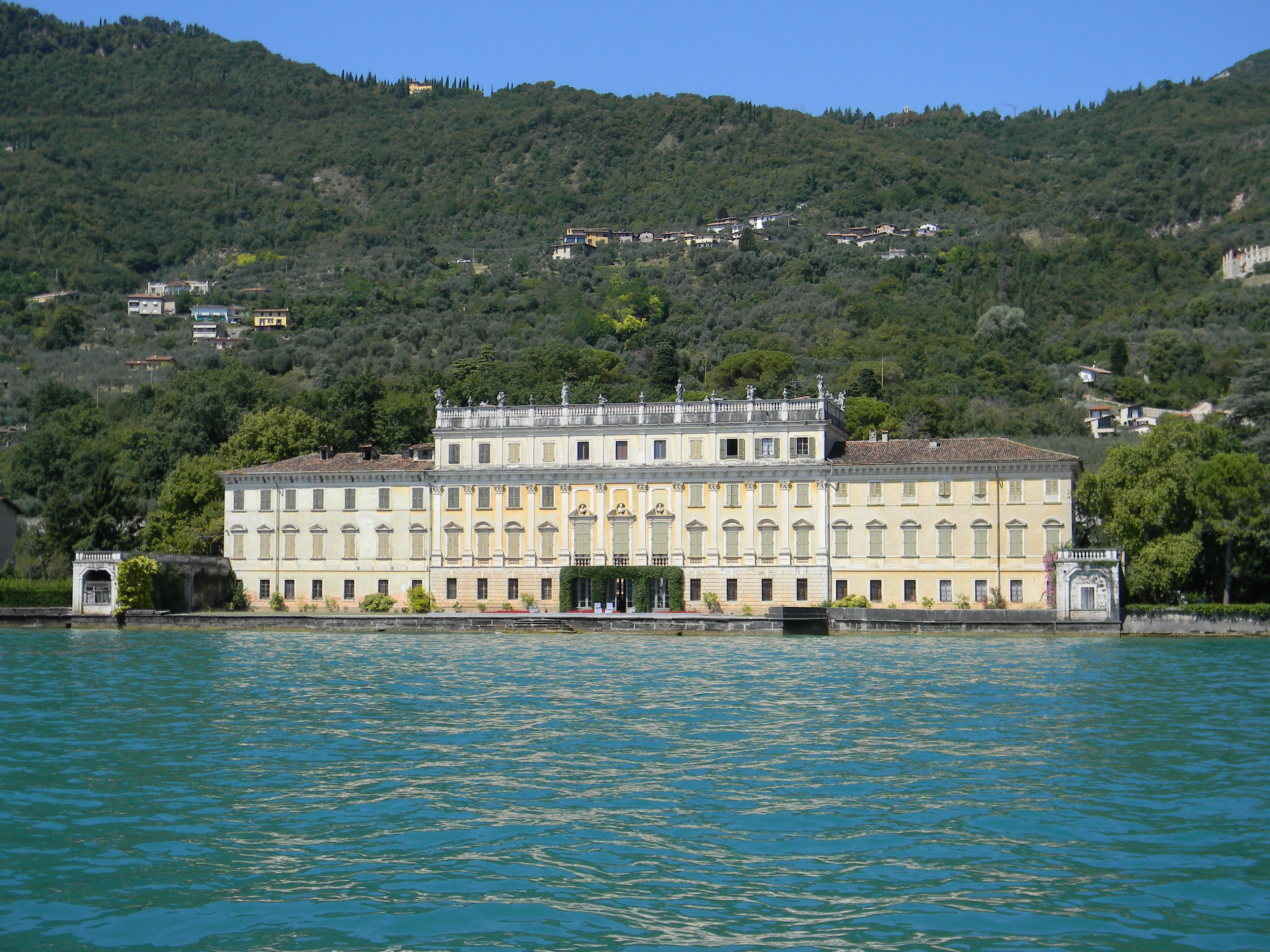
Seeseite
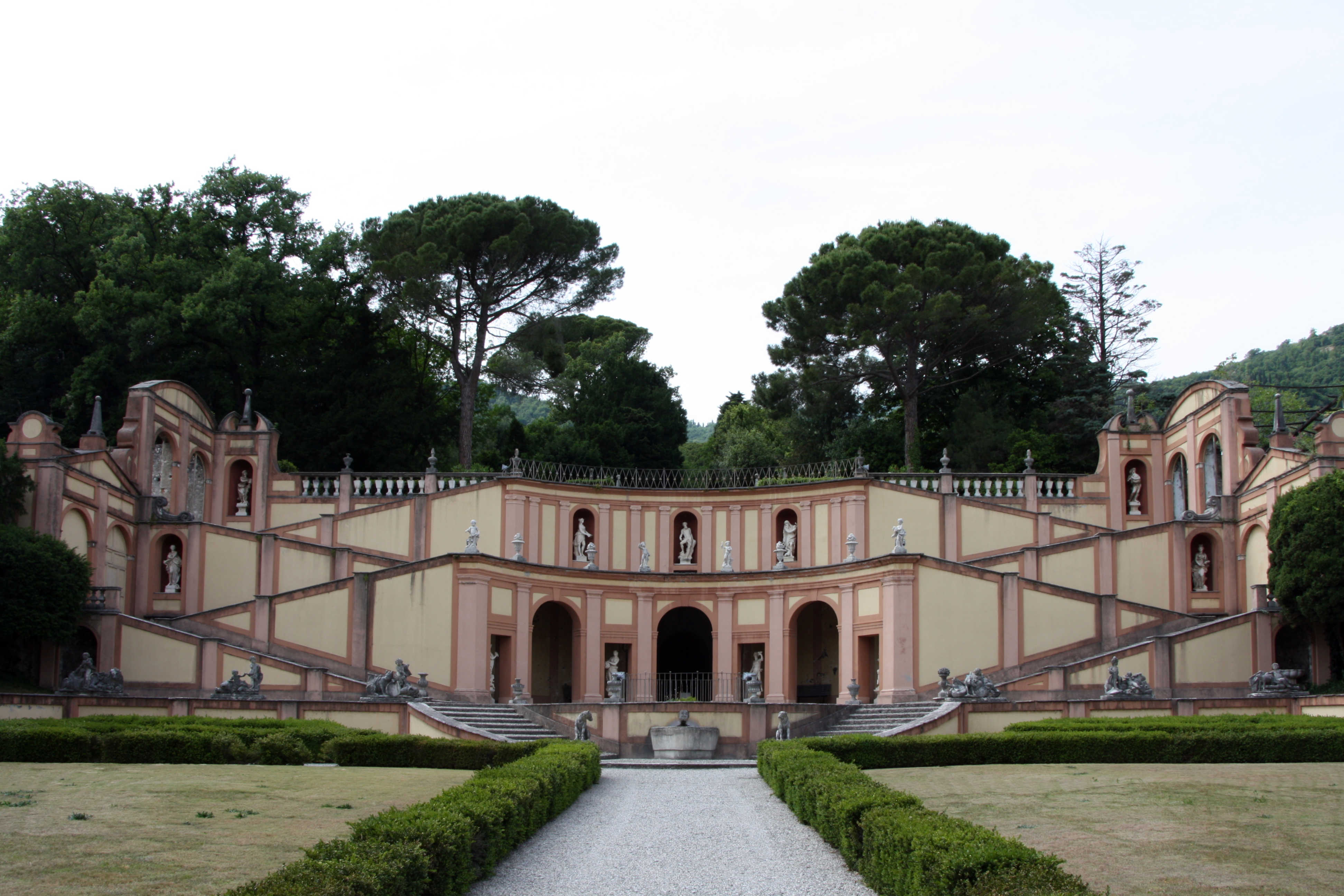
Treppenanlage im italienischen Garten
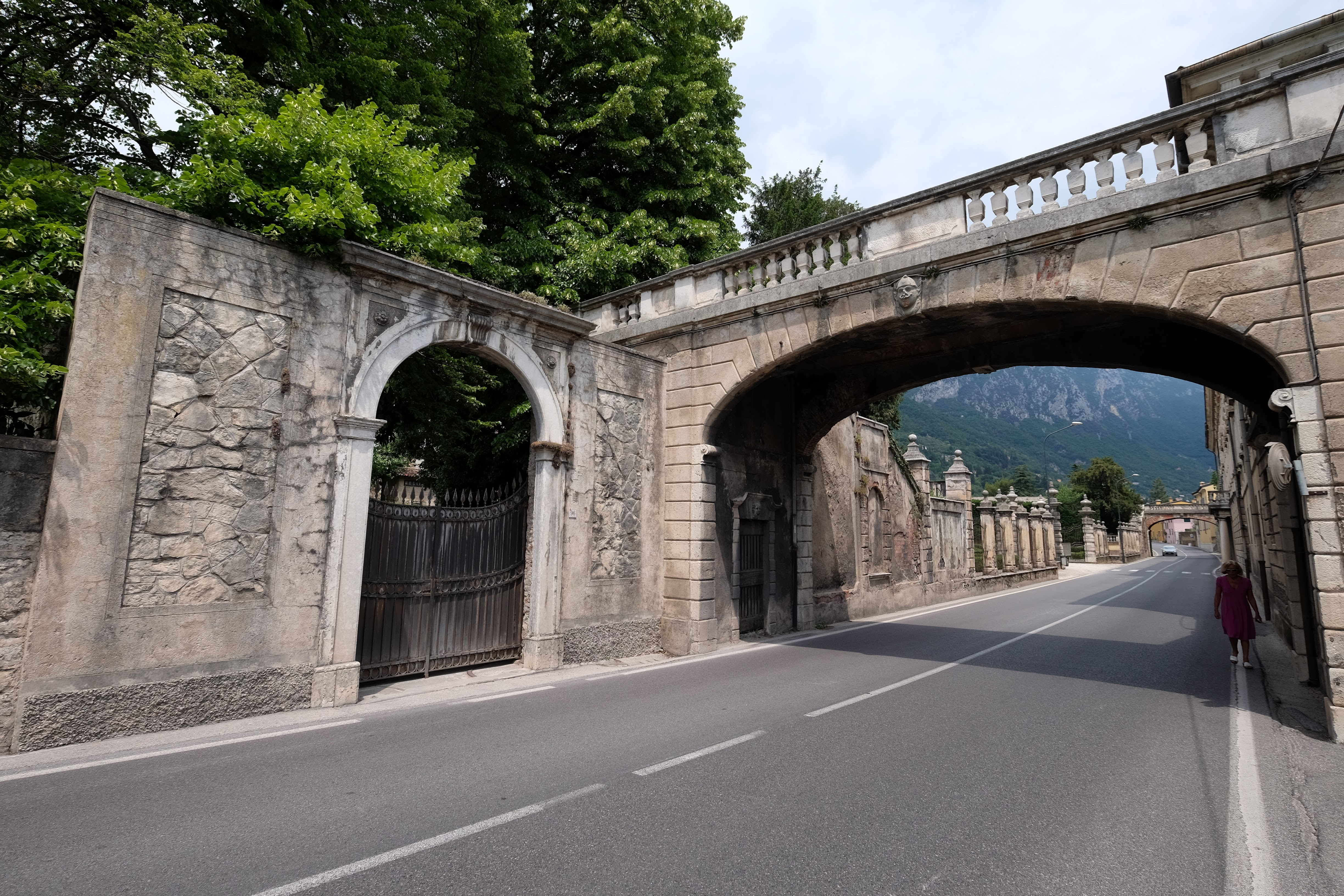
Die Gardesana Occidentale, die die Villa (rechts) vom Garten (links) trennt.
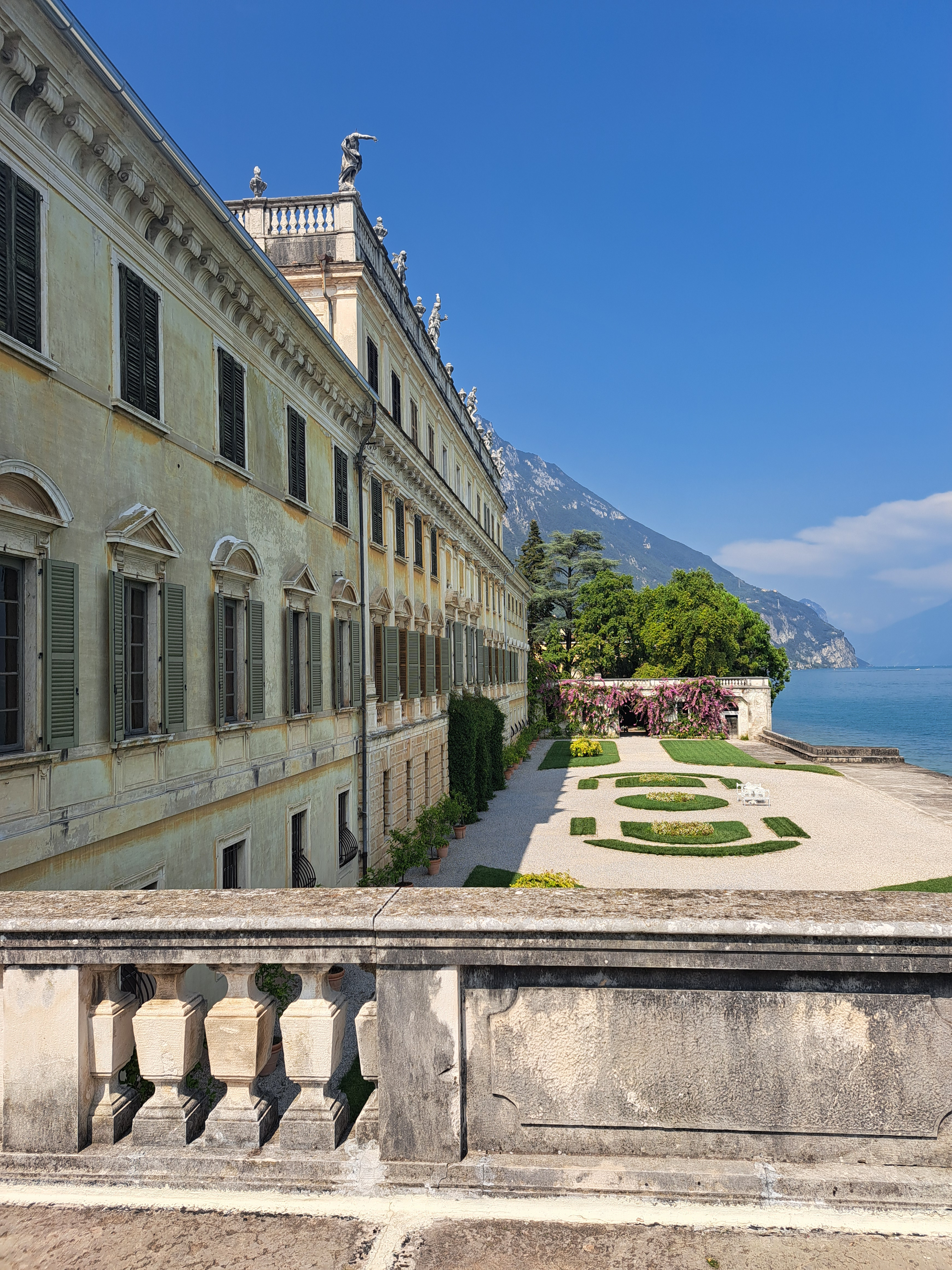
Fassade und Park Seeseite
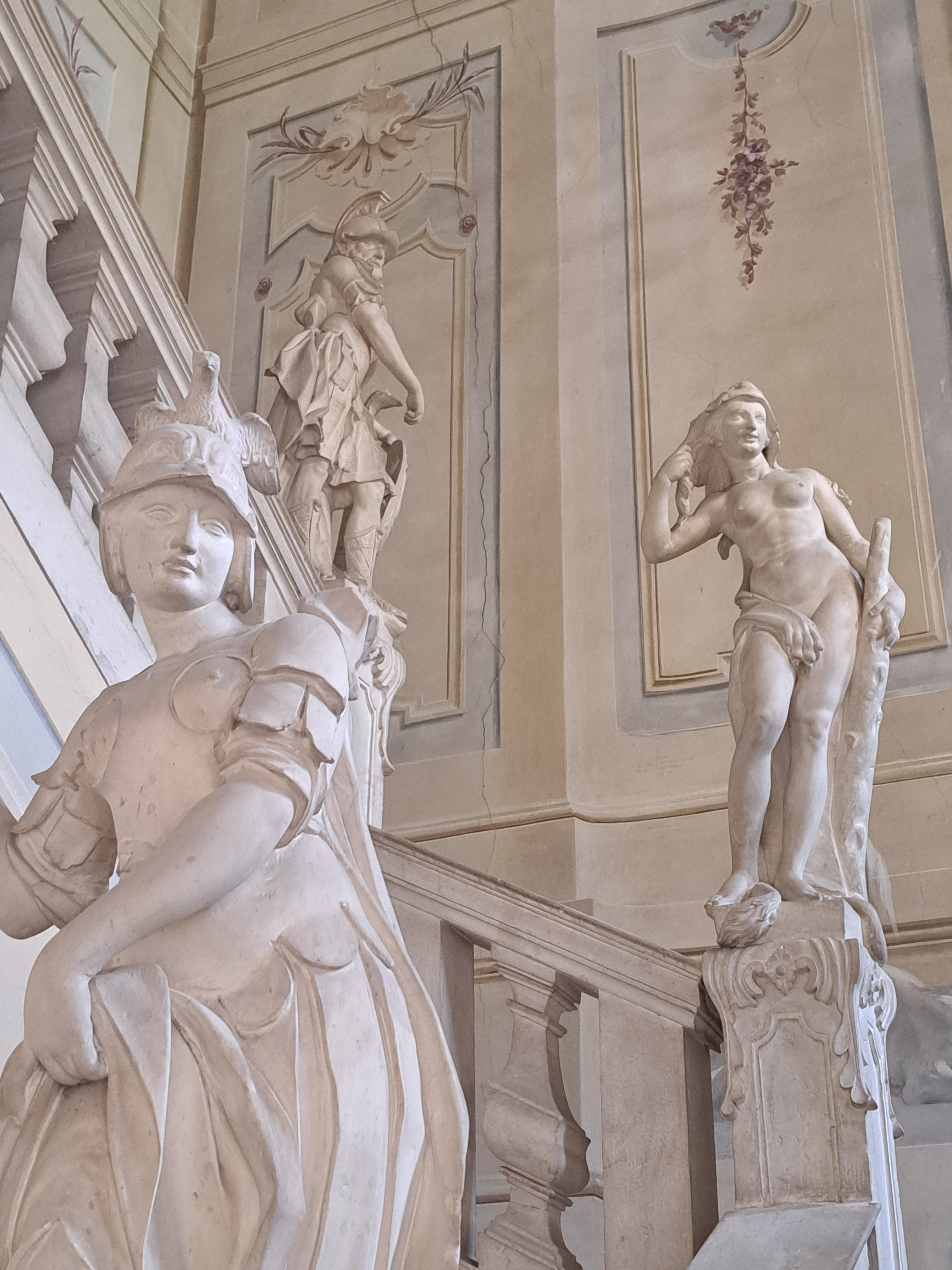
Figurengruppe im Treppenhaus
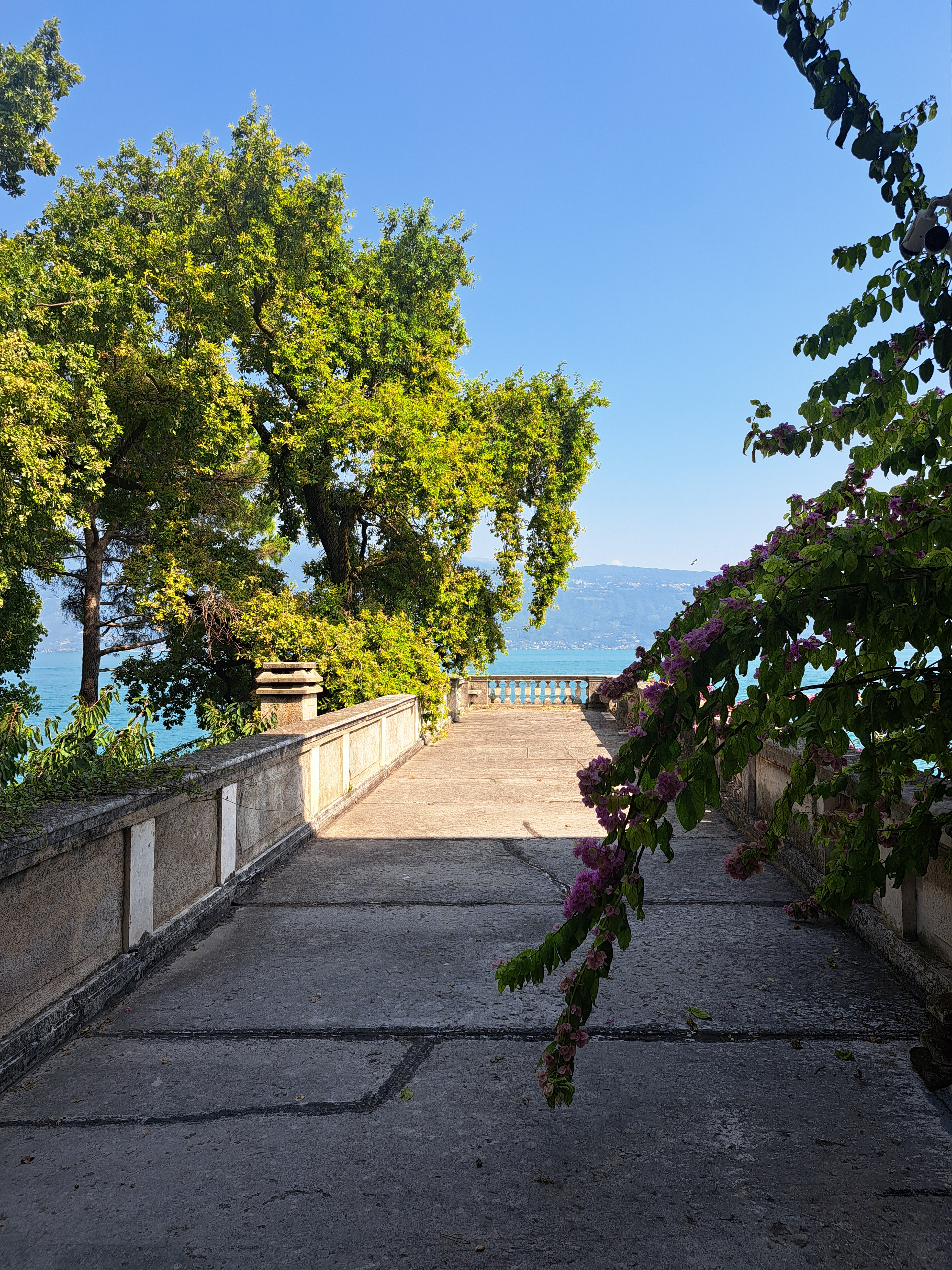
Dach des Nordflügels